# Домашин
Дома́шин — село в Україні, у Закарпатській області, Ужгородському районі. Населення становить 550 осіб. Орган місцевого самоврядування — Солянська сільська рада, якій підпорядковані села Сіль та Домашин.

## Назва
Існує така легенда про походження назви села: Колись давно на місці села жила жінка, у неї був один-єдиний син, якого вона дуже любила. Сталося так, що його забрали на війну, з якої він, на жаль, не повернувся. З горя жінка збожеволіла і ходила по селу і питала «чи дома син?». Пройшло багато років, жінка постаріла, у неї випав зуб і питання про сина звучало так: « чи дома шин?», після цього село й назвали Домашин. Ймовірно, назву село отримало від прізвища Шолтиса або від назви урочища.

## Географія
Село розташоване у долині потічка Домашин, що впадає в річку Уж.

## Історія
Село заснував шолтис з переселенцями у 1550-х роках.

## Населення
Протягом 1567—1751 років чисельність населення коливалася в межах 19 родин. У 1599 році спостерігалося вимирання населення через невідому й донині хворобу. За переписом населення 1851 року населення Домашина складало: 192 греко-католики та 16 юдеїв.
Згідно з переписом УРСР 1989 року чисельність наявного населення села становила 576 осіб, з яких 268 чоловіків та 308 жінок.
За переписом населення України 2001 року в селі мешкало 507 осіб.

### Мова
Розподіл населення за рідною мовою за даними перепису 2001 року:
| Мова       | Кількість | Відсоток |
| ---------- | --------- | -------- |
| українська | 547       | 99.46%   |
| російська  | 2         | 0.36%    |
| білоруська | 1         | 0.18%    |
| Усього     | 550       | 100%     |

## Церква святого архістратига Михаїла
Попередниця сучасної церкви святого архістратига Михаїла була споруджена в селі у 1751 році. Вона була з трьома дзвонами та прикрашена старими мальованими образами. У 1830 році в церкві було вже три дзвони, відлиті у м. Ґеївцях майстром Немешем Ласло Шандором. 1907 року відбулася реконструкція церкви і можливо тоді, зі старої взято найменший з трьох дзвонів та встановлено на вежу-дзвінницю нової. Стіни були обшиті вертикально дошками та декоровані ромбами з дощечок. Вежа каркасної конструкції з вікнами-голосницями вкрита чотирисхилим наметом з невеликим бароковим завершенням. Вівтарна частина — п'ятистінна з круглим віконцем на кожній стіні. Всередині бабинець та нава складають один об'єм. Іконостас — з початку XX століття. Поверх старих ікон прикріплено нові на полотні. На образі святого Миколи є дата — «AΩЛГ (1833) місяця марта».
До 1946 року храм належав українській греко-католицькій церкві. З приходом радянської влади, греко-католицький храм відібрали та передали у користування московського патріархату, який утворився на теренах Закарпаття після закінчення другої світової війни.
У 2007 році місцевою релігійною громадою було прийнято рішення збудувати в селі нову церкву, але не на новому місці, а на старому, де раніше стояла попередниця. Кам'яна мурована церква була збудована над дерев'яною церквою, «поглинувши» її. У 2011 році вона була освячена на честь святого Архістратига Михаїла. Коли будівництво було завершено, дерев'яну церкву всередині кам'яного храму розібрали і винесли на сміття. Дерев'яна церква перестала існувати. Сучасна дерев'яна церква належить до малих церков, що нагадує форму мурованих базилічних церков. Вежа в неї каркасної форми з вікнами-голосниками, вкрита чотирисхилим наметом з невеликим бароковим зміщенням.
Новозбудований храм належить місцевій православній релігійній громаді святого Михайла Великоберезнянського благочиння Мукачівської єпархії УПЦ (МП). Парохом церкви є протоієрей Олександр Пилип.

## Туристичні місця
- потік Домашин
- водоспад
- хребет Стінка